# ゆかし潟
ゆかし潟（ゆかしがた）は、和歌山県那智勝浦町にある湖である。 
周囲2.2kmの汽水湖であり、ほとりには古湯・湯川温泉の温泉街がある。名称は湖の幻想的な景観に心ひかれた詩人佐藤春夫が命したもの。
国道42号沿いにあり、近くにはこのゆかし潟を詠んだ佐藤春夫の歌碑もある。

## 所在地
- 〒649-5336 和歌山県東牟婁郡那智勝浦町湯川

## 交通アクセス
- 西日本旅客鉄道（JR西日本）紀勢本線（きのくに線）湯川駅から徒歩10分ほど。

## 周辺の観光スポット
- 湯川温泉
- 南紀勝浦温泉
- 紀の松島
- 夏山温泉